# Eupithecia subciliata
Eupithecia subciliata là một loài bướm đêm trong họ Geometridae.